# Antenna radio di Varsavia
L'antenna radio di Varsavia o Kun Tower (Radiofoniczny Ośrodek Nadawczy w Konstantynowie in polacco) è stata un'antenna radio alta 646 m situata a Konstantynow, un sobborgo di Gąbin, in Polonia. Fu progettata dall'architetto Jan Polak e inaugurata ufficialmente il 30 luglio 1974. Fino al crollo, avvenuto l'8 agosto 1991, era la struttura più alta esistente al mondo.

## La struttura

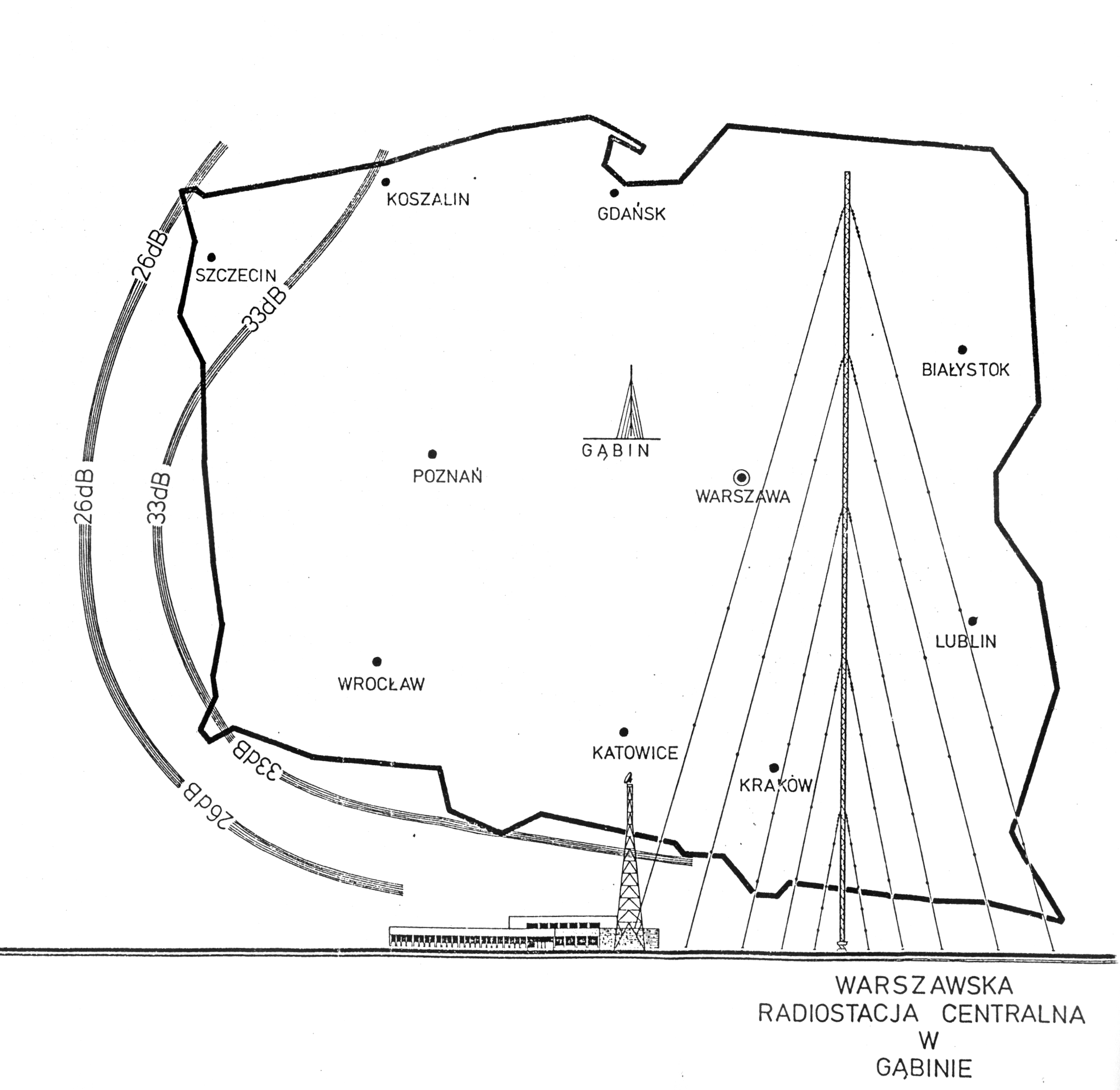
Schema della potenza di trasmissione all'interno della Polonia

La torre fu costruita per diffondere il segnale del programma Polskie Radio Program I della radio pubblica polacca. Il sito della costruzione fu scelto per la sua posizione centrale rispetto alla Polonia, ma anche per la sua vicinanza al fiume Vistola: l'abbondanza di acque sotterranee era infatti favorevole alla propagazione delle onde radio.
Il tronco principale della torre era un traliccio composto principalmente da tubi di acciaio a formare strutture triangolari con lato di 4,8 m. La torre era composta da 86 parti di 7,5 m l'una. La torre era ancorata al suolo a 5 diverse altezze: 121,78 m, 256,78 m, 359,28 m, 481.28 m e 594,28 m mediante cavi del diametro di 50 mm opportunamente isolati per non interferire con il segnale radio trasmesso.
L'antenna fu progettata per operare come dipolo: per questo motivo fu scelta un'altezza di 646 metri, poco inferiore alla metà della lunghezza d'onda del segnale a 227 kHz che trasmise fino al 1988. Successivamente e fino al crollo trasmise alla frequenza di 225 kHz. Per irradiare il segnale erano usati 2 trasmettitori di 1000 kW di potenza l'uno, posti a circa 600 metri di distanza dalla torre. Vicino alla torre c'era anche un'altra torre di 76 metri che fungeva da collegamento con il luogo di origine del segnale, posto nel Palazzo della Cultura e della Scienza di Varsavia. Intorno alla torre principale furono erette 6 torri più piccole che servivano come torri di segnalazione dei cavi di ancoraggio per gli aerei.
Il peso complessivo della struttura è oggetto di dibattito: anche se spesso viene indicato in 550 tonnellate, è più presumibile che si aggirasse sulle 420 tonnellate.
All'interno del tronco era installato un ascensore che permetteva agli operai e ai visitatori di arrivare fino alla sommità: l'ascensore procedeva alla velocità massima di 0,35 metri al secondo e per arrivare in cima erano necessari oltre trenta minuti. C'erano anche delle scale interne.
Il segnale trasmesso dall'antenna era facilmente ricevibile in tutta la Polonia e nei paesi circostanti. Quando la notte le onde lunghe avevano un raggio maggiore, il segnale dell'antenna poteva essere percepito anche in Africa, America e persino in Australia.

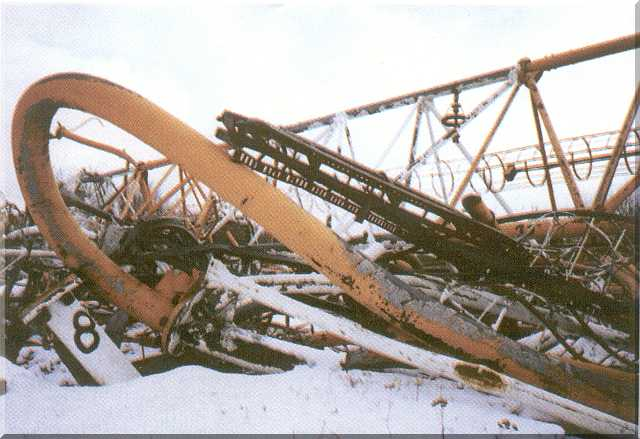
Macerie dell'antenna radio di Varsavia riprese nel 1992

## Il crollo
La torre radiofonica di Kostantynow crollò alle ore 16 dell'8 agosto 1991 a causa del cedimento dell'ancoraggio: il tronco cedette spezzandosi nella parte centrale per un problema verificatosi durante la manutenzione dei cavi di fissaggio dell'ultimo settore. La zona circostante la torre era stata abbandonata da tutti gli operai e quindi non ci furono né morti né feriti. Quando la parte alta della torre si schiantò a terra distrusse, tra l'altro, una gru di proprietà della Mostostal Zabrze, che si era occupata della costruzione della torre. Il coordinatore dei lavori fu accusato di essere il responsabile della catastrofe e fu inizialmente condannato a due anni e mezzo di prigione, poi ridotti a due.
Si ipotizzò in un primo momento la sua ricostruzione ma poi, a causa delle proteste degli abitanti delle zone circostanti, che temevano danni alla salute per colpa del trasmettitore, fu costruito un nuovo impianto a Solec Kujawski, a sud-est di Konstantynow, in un vecchio insediamento militare composto da 2 torri radio. Le torri, che trasmettono sulla frequenza di 225 kHz e irradiano una potenza complessiva di 1200 kW, sono alte rispettivamente 330 e 289 metri.

## Il record
Quando fu terminata, l'antenna radio di Varsavia era la costruzione più alta al mondo, con 646,30 metri di altezza.. Tuttavia l'antenna di Varsavia è stata superata in altezza dal Burj Khalifa, a Dubai (EAU), che raggiunge l'altezza di 829,80 metri ed è attualmente la costruzione più alta del mondo. 

Più avanti nella classifica c'è di nuovo un'antenna polacca: l'antenna di Piaski.